# More (альбом Pulp)
More — восьмой студийный альбом британской рок-группы Pulp, выход которого состоялся 6 июня 2025 года лейблом Rough Trade. Альбом спродюсирован Джеймсом Фордом и является первой студийной работой группы после We Love Life 2001 года. Первый сингл «Spike Island» был выпущен 10 апреля 2025 года.

## Список композиций
| №   | Название                | Автор(ы)                                                                                                | Продюсер    | Длительность |
| --- | ----------------------- | --- | ----------- | ------------ |
| 1.  | «Spike Island»          | Джарвис Кокер, Кандида Дойл, Ник Бэнкс, Марк Веббер, Джейсон Бакл, Адам Беттс, Эндрю МакКини, Эмма Смит | Джеймс Форд | 4:42         |
| 2.  | «Tina»                  | |             | 3:32         |
| 3.  | «Grown Ups»             | |             | 5:56         |
| 4.  | «Slow Jam»              | |             | 5:06         |
| 5.  | «Farmers Market»        | |             | 4:30         |
| 6.  | «My Sex»                | |             | 4:25         |
| 7.  | «Got to Have Love»      | |             | 4:52         |
| 8.  | «Background Noise»      | |             | 3:41         |
| 9.  | «Partial Eclipse»       | |             | 4:38         |
| 10. | «The Hymn of the North» | |             | 5:40         |
| 11. | «A Sunset»              | |             | 3:14         |